# St Leonard
St Leonard var en civil parish fram till 1901 då den blev en del av Exeter, i distriktet Exeter, i grevskapet Devon, i England. Denna civil parish hade 2 342 invånare år 1891. Byn nämndes i Domedagsboken (Domesday Book) år 1086, och kallades då Lannor/Limor.